# 이낙준
이낙준(李洛俊, 1890년~1938년 9월 5일)은 한국의 독립운동가이다.

## 생애
1919년 10월, 중국 지린성에서 김원봉 등의 권유로 무장독립단체인 의열단에 가입하게 되었다. 이후 1920년 6월에 김원봉의 명령을 받고 경성으로 가서 곽재기(郭在驥), 이성우(李成宇), 황상규(黃尙奎) 등과 조선총독부 등 일제의 주요시설 파괴, 요인 암살 등을 모의하다가 체포되었다. 출옥 후에는 다시 중국으로 망명했다.